# Xestia dilatata
Xestia dilatata là một loài bướm đêm trong họ Noctuidae.